# Valijärvi
Valijärvi är en sjö i kommunen Forssa i landskapet Egentliga Tavastland i Finland. Sjön ligger 125,6 meter över havet. Arean är 87 hektar och strandlinjen är 7,19 kilometer lång. Sjön  ingår i Kumo älvs huvudavrinningsområde.   Den ligger omkring 38 km väster om Tavastehus och omkring 110 km nordväst om Helsingfors. 